# Драйер, Малу
Мари́я Луи́за А́нна «Ма́лу» Дра́йер (нем. Maria Luise Anna „Malu“ Dreyer, род. 6 февраля 1961, Нойштадт-ан-дер-Вайнштрасе) — германский юрист и политик, член СДПГ, премьер-министр Рейнланд-Пфальца (с 2013).

## Биография
В 1980 году окончила гимназию Кете-Кольвица (в 1977 году училась по обмену в Клермонте, Калифорния). Первые два семестра в Майнцском университете изучала англистику и богословие, но затем по состоянию здоровья врачи запретили ей работать учителем, и она перешла на юридический факультет. В 1987 и 1990 годах сдала первый и второй государственный экзамены, с 1989 по 1991 год работала в своём университете ассистентом профессора Пфлуга.
В 1991 году назначена прокурором в Бад-Кройцнахе, с 1992 года работала в научной службе ландтага Рейнланд-Пфальца.
В 1994 году вступила в Социал-демократическую партию.
18 мая 1995 года стала бургомистром Бад-Кройцнаха.
С 24 сентября 1997 года — децернент по социальным вопросам, молодёжной и жилищной политике в городе Майнц.
С 15 марта 2002 года — министр труда, социальных вопросов, семьи и здравоохранения земли Рейнланд-Пфальц.
С 6 декабря 2006 года — министр труда, социальных вопросов, семьи, здравоохранения и женщин Рейнланд-Пфальца.
С 18 мая 2011 года — министр социальных вопросов, труда, здравоохранения и демографии Рейнланд-Пфальца.
16 января 2013 года депутаты ландтага Рейнланд-Пфальца большинством «красно-зелёной коалиции» в 60 голосов против 40 избрали Малу Драйер министром-председателем земельного правительства.
18 мая 2016 года вторично возглавила земельное правительство после выборов в середине марта 2016 года. Однако, теперь коалиция СДПГ, СвДП и зелёных получила минимальное большинство — 52 места в ландтаге из 101.
С 1 ноября 2016 по 31 октября 2017 года занимала в порядке очереди кресло председателя бундесрата.
3 июня 2019 года после отставки Андреа Налес из-за низких результатов СДПГ на европейских выборах партию возглавило временное коллегиальное руководство в составе трёх заместителей председателя. Кроме Малу Драйер, в него вошли Мануэла Швезиг и Торстен Шефер-Гюмбель. После отставки Швезиг в сентябре из-за онкологического диагноза и перехода Шефер-Гюмбеля в правление Немецкого общества международного сотрудничества Драйер оставалась единственной исполняющей обязанности лидера партии, пока 6 декабря 2019 года на съезде СДПГ в Берлине не были избраны новые сопредседатели СДПГ: Заския Эскен и Норберт Вальтер-Борьянс.

## Личная жизнь
Отец — директор школы, мать — воспитательница. Малу Драйер замужем за Клаусом Йенсеном, который некоторое время являлся обер-бургомистром Трира. В 2006 году публично признала свой диагноз — рассеянный склероз, пользуется инвалидной коляской.